# Kontron
Kontron é uma empresa multinacional austriaca que projeta e fabrica sistemas, módulos e placas embarcados e fornece produtos de software para as tecnologias de Internet das Coisas e 5G.
A empresa atua em diversos segmentos industriais (incluindo automação industrial, comunicações, transporte, energia, aviônicos, médico, automotivo e militar), fabricando e comercializando seus produtos em todo o mundo. A Kontron é um dos principais membros da Intel Embedded Alliance.
Ela tem parecerias com empresas globais como a Cisco, Dell EMC e Microsoft.
Suas operações se concentram na Ásia-Pacífico, América do Norte e Europa.

## História
A Kontron foi fundada em 1959 pelo empresário suíço Branco Weiss em Zurique como um serviço de equipamentos científicos e desenvolveu, entre outras coisas, dispositivos de medição de ultrassom para obstetrícia e dispositivos para determinação de grupos sanguíneos.
Em 1974, Branco Weiss vendeu a empresa para a Hoffmann-La Roche, que por sua vez vendeu a empresa em 1989 para a fabricante de automóveis alemã BMW.
Nos anos 90, ela se concentrou em desenvolver controles, hardware e software de controles para a tecnologia de processadores x86.
Em 2000, a Kontron foi separada da BMW e no mesmo ano fez um IPO na bolsa de valores.
Na exposição comercial Embedded World de 2007 em Nuremberg, a Kontron apresentou um produto chamado UGM-M72, uma placa gráfica modular para sistemas Computer-on-Module, que foi baseada no padrão de especificação de design Universal Graphics Module (UGM) publicado pela XGI Technology e Kontron em junho de 2007. A placa usava a GPU M72 da ATI Technologies e tinha 84 x 95 mm de tamanho.
Em setembro de 2009, a Kontron adquiriu do fundador da empresa, Felix Kunz, uma participação majoritária na DIGITAL-LOGIC AG com sede em Luterbach na Suíça, fabricante de PCs e sistemas de computador embarcados. Em outubro de 2012, esta fábrica foi fechada, após uma reestruturação na empresa.
Em 20 de maio de 2010, a Kontron, por meio de sua subsidiária nos Estados Unidos, adquiriu 100% do AP Labs Group, com sede em San Diego, Califórnia. A empresa adquirida é considerada uma das principais integradoras de sistemas nos setores de defesa e aeroespacial, desenvolvendo sistemas computacionais altamente complexos e robustos, bem como aplicações especializadas.
Em agosto de 2017, a Kontron foi incorporada à empresa S&T, com sede na Áustria, e foi renomeada para Kontron Group em 1 de junho de 2022, com sede corporativa em Linz na Áustria.
Em agosto de 2022, a Kontron anunciou a venda de seu negócio de serviços de TI para a companhia francesa Vinci, a fim de se concentrar em seu realinhamento como fornecedora de produtos e soluções para Internet das Coisas. Em setembro de 2022, fundiu sua subsidiaria na Eslovênia com a empresa Iskratel para formar a S&T Iskratel e que se tornou a maior empresa pertencente a Kontron no mundo em número de funcionários, mais de 1.000 empregados na Eslovênia.
Entre julho e agosto de 2023, a Kontron fez várias aquisições, comprou a Comlab AG (uma empresa suíça que fabrica repetidores de comunicação de dados para ferrovias) e o grupo de empresas Hartmann e W-IE-NE-R por 22,1 milhões de euros e que pertenciam a empresa suíça Phoenix Mecano e a Cellular Automotive Module Unit e que era de propriedade da companhia norte-americana Telit Cinterion.
Em setembro de 2023, a Kontron adquiriu por 11,64 milhões de euros a Altimate, empresa de software com sede em Bucareste especializada em controle de tráfego, cobrança automatizada de tarifas, pedágio e fiscalização de infrações de trânsito.
Em janeiro de 2024, fez a maior aquisição de sua história da empresa até o momento ocorreu com a aquisição de uma participação majoritária de cerca de 59,4% na Katek SE por 130 milhões de euros, a aquisição foi concluída em 29 de fevereiro de 2024. A Katek teve faturamento de cerca de 750 milhões de euros, 3.200 funcionários e produz eletrônicos de controle para sistemas fotovoltaicos.

## Produtos

### Placas e módulos de expansão
- Computador de placa única
- PC/104
- Placas-mãe embutidas
- AdvancedTCA / AdvancedMC / MicroTCA
- CompactPCI 3U / 6U
- Módulos XMC / PMC
- VME (Versa Module Europa)
- VPX / OpenVPX
- Slots de expansão

### Computadores modulares
- COM Express
- ETX (Embedded Technology eXtended)
- SMARC (Smart Mobility ARChitecture)

### HMI e monitores
- Interface de usuário
- Painéis eletrônicos de tela plana

### Sistemas de plataformas
- PC Box
- Computadores Industriais
- Computadores móveis
- Sistemas de montagem em rack de sistemas
- Controladores lógicos programáveis